# Hal Ashby
William Hal Ashby, född 2 september 1929 i Ogden i Utah, död 27 december 1988 i Malibu i Kalifornien, var en amerikansk filmregissör, filmklippare och klippassistent. 

## Biografi
Hal Ashby föddes 1929 i en mormonfamilj i Utah. Hans far tog sitt liv då Ashby var 12 år gammal, på grund av ekonomiska problem. Ashby hade tillfälliga arbeten men flyttade 1950 till Los Angeles där han fick jobb som klippare inom filmindustrin. I mitten av 60-talet hade Ashby redan skilt sig för tredje gången och han var mest känd för sitt hårda drickande och sitt enorma tålamod med att timme ut och timme in sitta i klipprummet. Han arbetade sig uppåt och fick assistera regissörerna William Wyler och George Stevens. Från 1966 bytte Ashby alkohol mot marijuana, vilket han rökte regelbundet och i stor mängd under kommande år. Regissören Norman Jewison tog sig an Ashby som fick klippa dennes filmer The Cincinnati Kid (1965) och The Thomas Crown Affair (1968). 1967 fick Ashby en Oscar för klippningen av I nattens hetta och förklarade för pressen att han skulle använda statyetten som dörrstopp. Ashby drogs tidigt in i hippiekulturen även om han var 10 – 12 år äldre än den genomsnittlige hippien. Jewison lät Ashby regissera The Landlord (1968) och han gjorde alltså regidebut vid närmare 40. Skådespelerskan Joan Marshall, som deltog i filmen, blev hans fjärde och sista fru (1969 – 71). Ashby väckte viss uppmärksamhet med filmen och Peter Bart på Paramount erbjöd honom att filma den svarta komedin Harold and Maude vilken spelades in februari – mars 1971. Ashby använde sig av ganska okända skådespelare till denna film som floppade stort efter premiären i december 1971 men som senare har blivit något av en kultfilm. 
Gerald Ayres på Columbia erbjöd 1972 Ashby att göra filmen Det hårda straffet (efter en roman av Danny Ponicgan och med manus av Robert Towne) men filmbolaget började senare få kalla fötter då man noterade det råa språk som Towne använde i sitt manus. Ashby vägrade emellertid vika sig en tum angående innehållet trots att Columbia upprepade gånger försökte ta ifrån honom filmen, även då han ägnade sig åt att klippa den. Vid premiären i december 1973 visade den sig dock bli en framgång. Ashby försökte även få regissera både Gökboet och Hair men båda manusen gick till Milos Forman. Han hade emellertid ännu en framgång med Shampoo och tog sig med entusiasm an Bound for Glory, Woody Guthries självbiografi. Denna inspelning slet emellertid på Ashbys hälsa. Ashby hade fortsatta framgångar med Hemkomsten (1978) (vilken gav honom en Oscar för bästa regi) och Välkommen Mr. Chance! men tappade därefter greppet en smula, enligt många av hans bekanta på grund av ett allt svårare drogmissbruk.
Ashbys filmer under 80-talet blev mer likgiltiga även om han gjorde dokumentären Let's Spend the Night Together (1982) om och med The Rolling Stones. Under inspelningarna tog Ashby en överdos. Den radikale Ashby skildrade i sina filmer ofta udda existenser eller människor som blev offer för samhället. Han fortsatte regissera filmer under senare delen 1980-talet men med mindre framgång än under föregående decennium. Ashby hade mot slutet av sitt liv tagit itu med sitt drogberoende men avled till följd av levercancer och komplikationer i samband med detta.

## Filmografi (urval)

### Som klippassistent
- 1956 – Folket i den lyckliga dalen
- 1958 – Det stora landet
- 1959 – Anne Franks dagbok
- 1961 – Ryktet
- 1965 – Mannen från Nasaret

### Som filmklippare
- 1965 – In i det sista
- 1965 – Cincinnati Kid
- 1966 – Ryssen kommer! Ryssen kommer!
- 1967 – I nattens hetta
- 1968 – Äventyraren Thomas Crown

### Som regissör
- 1970 – Landlord
- 1971 – Harold å Maude
- 1973 – Det hårda straffet
- 1975 – Shampoo
- 1976 – Woody Guthrie - lyckans land
- 1978 – Hemkomsten
- 1979 – Välkommen Mr. Chance!
- 1986 – 8 millioner sätt att dö